# バローロ
バローロ（イタリア語: Barolo）は、イタリア共和国ピエモンテ州クーネオ県にある、人口約700人の基礎自治体（コムーネ）。この地域の特産品である「バローロ」は、最高級のイタリアワインの一つである。

## 地理

### 位置・広がり
クーネオ県東部の山間部に位置するコムーネである。バローロの集落は、アルバの南西約12km、県都クーネオの北東約40km、州都トリノの南南東約55kmにある。

#### 隣接コムーネ
隣接するコムーネは以下の通り。
- ラ・モッラ - 北
- カスティリオーネ・ファッレット - 北東
- モンフォルテ・ダルバ - 南東
- ノヴェッロ - 南西
- ナルゾーレ - 西

県道がコムーネを貫いており、北東にカスティリオーネ・ファッレットの村域を経てアルバに、南西にノヴェッロに、それぞれ通じている。

## 歴史

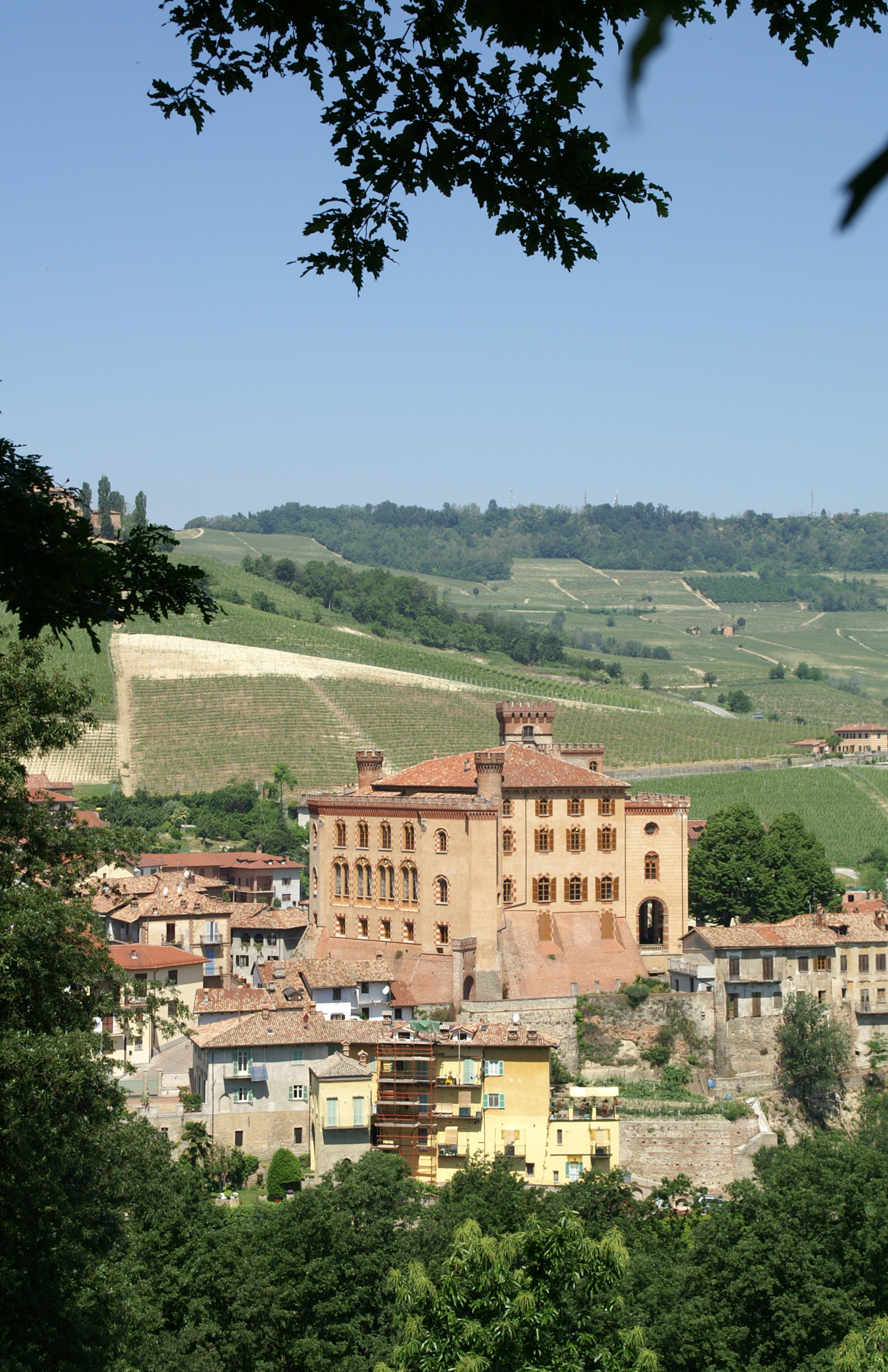
Castello di Barolo

この町の成立に関するはっきりした史料はないが、先史時代からケルト系のリグリア人が暮らしていたのではないかと考えられている。中世初期には、この地の動向が記録されるようになる。バローロは、ランゴバルド王国、アルバ伯国を経て、トリノ侯国 (it:Marca di Torino) の領土となった。バローロ城の中心部が築かれたのもこの時期である。
1250年には、有力な銀行家一族であるファッレッティ家の人々が、アルバからバローロに居を移した。1300年頃には、ピエモンテ地方の50ほどの町を勢力下に置いた。1461年にバローロはモンフェッリーノの領土となり、1631年にはサヴォイア家が領主となった。
1730年、バローロは侯爵領となった。

## 社会

### 経済・産業

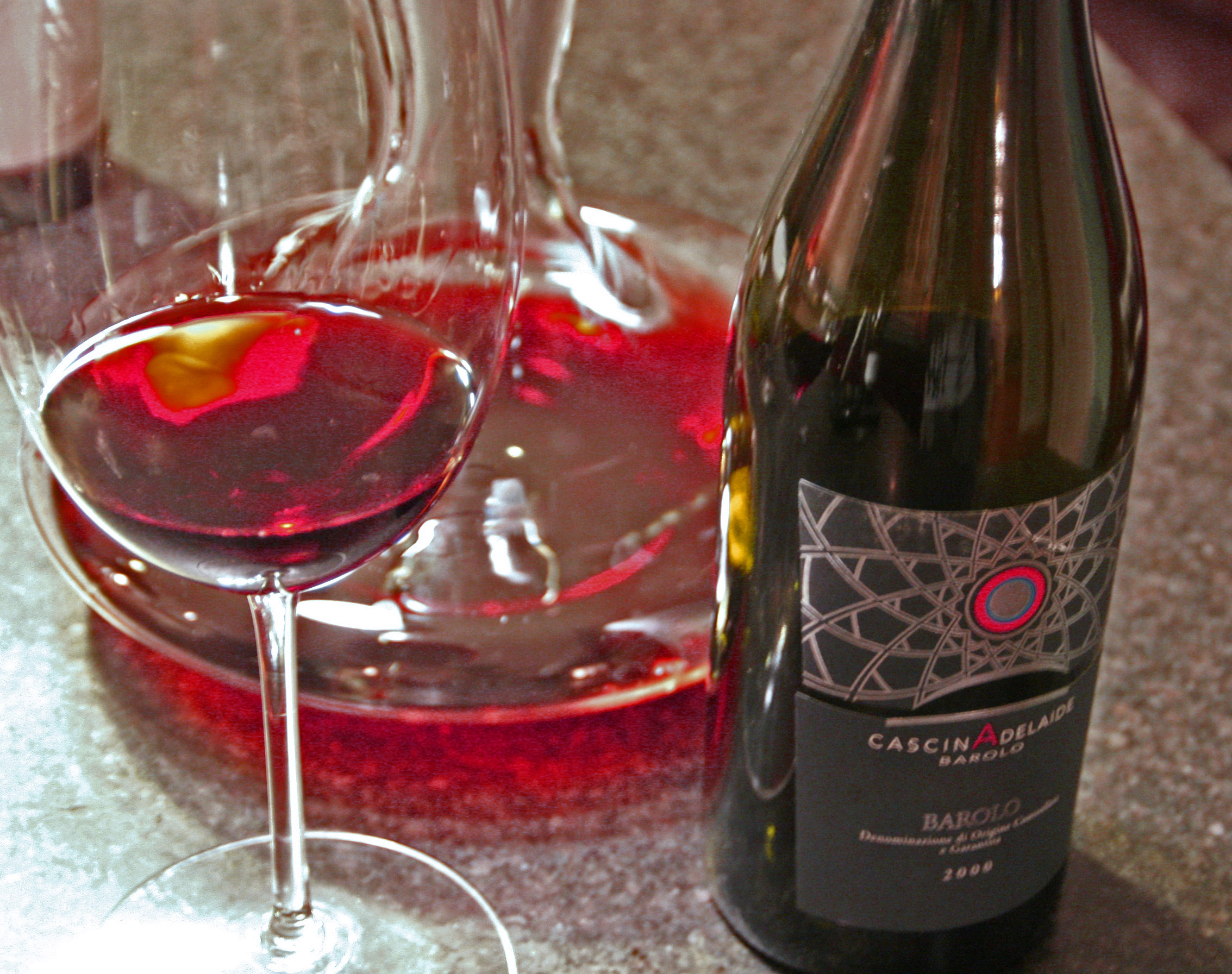
バローロ

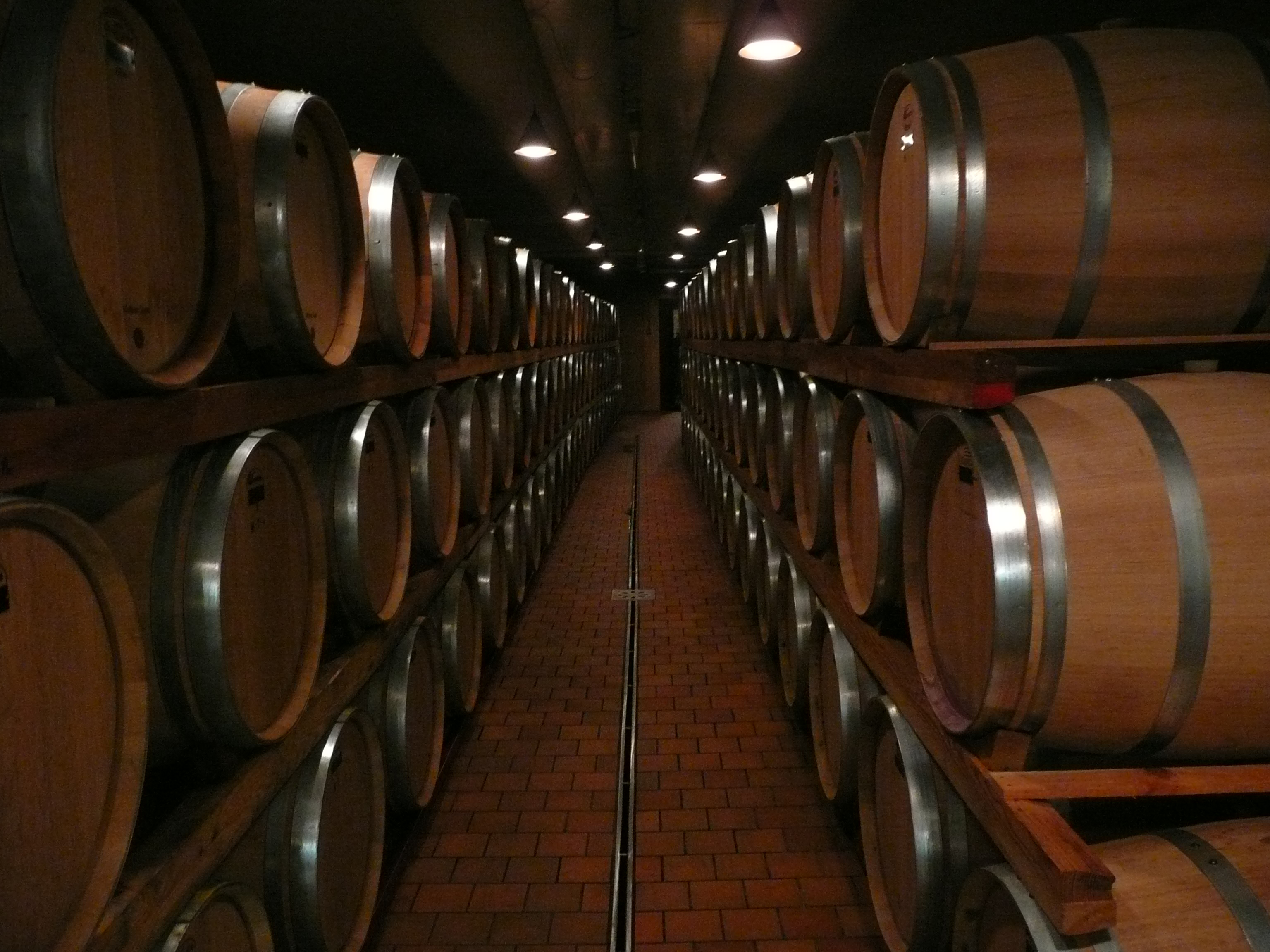
バローロのワインセラー

ワインの産地として知られる。「バローロ」を名乗るワインは、イタリアのワイン法で品質保証付きの高級ワインを示す Denominazione di Origine Controllata e Garantita (デノミナツィオーネ・ディ・オリジネ・コントロッラータ・エ・ガランティータ/DOCG) として、生産地、葡萄品種から製造法に至るまで厳格に規定されている。